# Цветан Ценков
Цветан Петров Ценков е български политик, настоящ кмет на община Видин от 12 ноември 2019 г.

## Биография
Роден е на 27 април 1962 г. в град Видин. Завършва ПГ „Цар Симеон Велики“ – Видин, Медицинска Академия – София, специалност медицина. Основател е на Медицински център „Биомед 99“. През 2001 г. е избран за народен представител в XXXIX народно събрание от НДСВ. През 2005 г. е избран за член на управителния и надзорния съвет на НЗОК.
През 2019 г. с подкрепата на СДС и други формации, става новия кмет на община Видин от втория тур като за него са гласували 57,8 % от избирателите, срещу гласували 39,7 % за Огнян Ценков.